# Zuid-Afrikaanse hockeyploeg (vrouwen)
De Zuid-Afrikaanse hockeyploeg voor vrouwen is de nationale ploeg die Zuid-Afrika vertegenwoordigt tijdens interlands in het hockey. Na het einde van het apartheidbewind en het stopzetten van de internationale (sport)boycot begin jaren 90 van de vorige eeuw, was het land voor het eerst actief op het hoogste continentale niveau in 1994. Het won direct het Afrikaans kampioenschap en heeft deze titel altijd met succes verdedigd. Het land was op het hoogste mondiale niveau voor het eerst actief in 1998 toen het op het wereldkampioenschap de 7e plaats haalde. Sindsdien speelde het nog twee keer op dat toernooi, maar haalde nooit meer de top 10. Op de Olympische Spelen eindigde het in 2000 op de 10e plaats en vier jaar later één plaatsje hoger. Op de Champions Trophy speelden de Afrikanen alleen in 2000.

## Erelijst Zuid-Afrikaanse hockeyploeg
| Jaar | Champions Trophy      | Afrikaans kampioenschap | Olympische Spelen  | Wereldkampioenschap               | Hockey World League Hockey Pro League |
| ---- | --------------------- | ----------------------- | ------------------ | --------------------------------- | ------------------------------------- |
| 1971 |                       |                         |                    | geen deelname IFWHA WK            |                                       |
| 1972 |                       |                         |                    | geen deelname                     |                                       |
| 1974 |                       |                         |                    | geen deelname                     |                                       |
| 1975 |                       |                         |                    | geen deelname IFWHA WK            |                                       |
| 1976 |                       |                         |                    | geen deelname                     |                                       |
| 1978 |                       |                         |                    | geen deelname                     |                                       |
| 1979 |                       |                         |                    | geen deelname IFWHA WK            |                                       |
| 1980 |                       |                         | geen deelname      |                                   |                                       |
| 1981 |                       |                         |                    | geen deelname                     |                                       |
| 1983 |                       |                         |                    | geen deelname                     |                                       |
| 1984 |                       |                         | geen deelname      |                                   |                                       |
| 1985 |                       |                         |                    |                                   |                                       |
| 1986 |                       |                         |                    | geen deelname                     |                                       |
| 1987 | geen deelname         |                         |                    |                                   |                                       |
| 1988 |                       |                         | geen deelname      |                                   |                                       |
| 1989 | geen deelname         |                         |                    |                                   |                                       |
| 1990 |                       | geen deelname           |                    | geen deelname                     |                                       |
| 1991 | geen deelname         |                         |                    |                                   |                                       |
| 1992 |                       |                         | geen deelname      |                                   |                                       |
| 1993 | geen deelname         |                         |                    |                                   |                                       |
| 1994 |                       | AF 1994 Pretoria        |                    | geen deelname                     |                                       |
| 1995 | geen deelname         |                         |                    |                                   |                                       |
| 1996 |                       |                         | geen deelname      |                                   |                                       |
| 1997 | geen deelname         |                         |                    |                                   |                                       |
| 1998 |                       | AF 1998 Harare          |                    | 7e WK 1998 Utrecht                |                                       |
| 1999 | geen deelname         |                         |                    |                                   |                                       |
| 2000 | 5e CT 2000 Amstelveen |                         | 10e OS 2000 Sydney |                                   |                                       |
| 2001 | geen deelname         |                         |                    |                                   |                                       |
| 2002 | geen deelname         |                         |                    | 13e WK 2002 Perth                 |                                       |
| 2003 | geen deelname         |                         |                    |                                   |                                       |
| 2004 | geen deelname         |                         | 9e OS 2004 Athene  |                                   |                                       |
| 2005 | geen deelname         | AF 2005 Pretoria        |                    |                                   |                                       |
| 2006 | geen deelname         |                         |                    | 12e WK 2006 Madrid                |                                       |
| 2007 | geen deelname         |                         |                    |                                   |                                       |
| 2008 | geen deelname         |                         | 11e OS 2008 Peking |                                   |                                       |
| 2009 | geen deelname         | AF 2009 Accra           |                    |                                   |                                       |
| 2010 | geen deelname         |                         |                    | 10e WK 2010 Rosario               |                                       |
| 2011 | geen deelname         |                         |                    |                                   |                                       |
| 2012 | geen deelname         |                         | 10e OS 2012 Londen |                                   |                                       |
| 2013 |                       | AF 2013 Nairobi         |                    |                                   | 13e HWL 2012-13                       |
| 2014 | geen deelname         |                         |                    | 9e WK 2014 Den Haag               |                                       |
| 2015 |                       |                         |                    |                                   | 14e HWL 2014-15                       |
| 2016 | geen deelname         |                         | geen deelname      |                                   |                                       |
| 2017 |                       | AF 2017 Ismaïlia        |                    |                                   | 10e HWL 2016-17                       |
| 2018 | geen deelname         |                         |                    | 15e WK 2018 Londen                |                                       |
| 2019 |                       |                         |                    |                                   | geen deelname                         |
| 2021 |                       |                         | 12e OS 2020 Tokio  |                                   | geen deelname                         |
| 2022 |                       | AF 2022 Accra           |                    | 15e WK 2022 / Amstelveen/Terrassa | geen deelname                         |
| 2023 |                       |                         |                    |                                   | geen deelname                         |
| 2024 |                       |                         | 11e OS 2024 Parijs |                                   | geen deelname                         |
| 2025 |                       |                         |                    |                                   | geen deelname                         |